# 三颖早熟禾
三颖早熟禾（学名：Poa triglumis）为禾本科早熟禾属下的一个种。